# Antharmostes orinophragma
Antharmostes orinophragma är en fjärilsart som beskrevs av Louis Beethoven Prout 1930. Antharmostes orinophragma ingår i släktet Antharmostes och familjen mätare. Inga underarter finns listade i Catalogue of Life.